# Олденбург
Олденбург (дијалекатски Ollnborg) град је у њемачкој савезној држави Доња Саксонија, око 45 km западно од Бремена.
Постоји и Олденбург у држави Шлезвиг-Холштајн, па се у Немачкој Олденбург (у Доњој Саксонији) означава: Oldenburg (Oldb).
Од априла 2005, Олденбург припада европској Метрополитенској регији Бремен-Олденбург.

## Историја
Град се први пут помиње 1108, под именом Алденбург. Касиније је Олденбург постао центар војводства, великог војводства, па републике Олденбург, која је била мала држава у сенци моћног града Ханзе, Бремена.

Просперитет града био је нагло прекинут 1667. када су куга, па затим катастрофалан пожар погодили град. Краљеви Данске, који су носили титулу војводе Олденбурга у то време, нису били заинтересовани за град. Тек 1773, са престанком данске власти, град је обновљен, и то у класицистичком стилу.
Канал који повезује Олденбург са Северним морем завршен је 1893. Овај канал је значајно повећао економски значај града.
Након Другог светског рата, становништво Олденбурга је нарасло на преко 100.000 становника, услед прилива избеглица у град који није разорен бомбардовањем. Године 1946, Олденбург је постао део државе Доња Саксонија.

## Географски и демографски подаци
Град се налази на надморској висини од 4 метра. Површина општине износи 103,0 km². У самом граду је, према процјени из 2010. године, живјело 160.279 становника. Просјечна густина становништва износи 1.557 становника/km². Посједује регионалну шифру (AGS) 3403000.

## Међународна сарадња
| Мјесто            | Држава               | Врста сарадње | Од    |
| ----------------- | -------------------- | ------------- | ----- |
| Матех Ашер        | Израел               | партнерство   | 1996. |
| Шоле              | Француска            | партнерство   | 1985. |
| Хоје-Таструп      | Данска               | партнерство   | 1978. |
| Кингстон на Темзи | Уједињено Краљевство | контакт       | 2000. |
| Махачкала         | Русија               | партнерство   | 1989. |
| Гронинген         | Холандија            | партнерство   | 1989. |
| Извор             |                      |               |       |